# Тишина в библиотеке
«Тишина в библиотеке» — 8 серия 4 сезона британского научно-фантастического телесериала «Доктор Кто». Первая часть двухсерийной истории, предшествующая серии «Лес мертвецов».
Это четвёртая работа в сериале сценариста Стивена Моффата после «Пустой ребёнок»/«Доктор танцует», «Девушка в камине» и «Не моргай», перед тем как Моффат был официально утвержден BBC как новый главный сценарист сериала, заменивший Расселла Ти Дейвиса.
В этой серии впервые появляется актриса Алекс Кингстон в роли Ривер Сонг.

## Сюжет
Получив странное сообщение на психобумагу, Доктор и Донна попадают в 6-е тысячелетие, в самую большую библиотеку во Вселенной, которой управляет компьютер с самым большим жёстким диском в истории. В библиотеке подозрительная тишина, безлюдно.
Доктор и Донна встречают статую с человеческим лицом. Они получают от этой статуи сообщение от бывшего владельца библиотеки: «Считайте тени». Свет в коридоре гаснет, и Доктор с Донной попадают в один из читальных залов. Там они видят камеру, что является сознание девочки, которая контролирует библиотеку. Неожиданно на камере появилась надпись: «Идут другие».
Неожиданно в библиотеку врывается группа людей в скафандрах — экспедиция во главе с мистером Лаксом. Среди них есть женщина Ривер Сонг, профессор, и она ведёт себя так, будто знакома с Доктором.
Доктор говорит Донне, что существа, уничтожившие всё живое в библиотеке, — Вашта Нерада, микроскопический рой микроорганизмов, пожирающих плоть, и всегда находящийся в тени. Они есть на каждой планете в небольшом количестве, но в библиотеке этих существ миллиарды.
Доктор видит у Ривер дневник в виде ТАРДИС, в котором описаны его приключения, которые ему ещё предстоят. Ривер говорит Доктору, что он ещё молодой и ещё не встретил её, но она знакома с ним в будущем. Ривер рассказывает, что 100 лет назад библиотека закрылась, им передали сообщение об опасности и о том, что «4022 сохранены». Доктор видит у Ривер звуковую отвёртку, почти как у него, но более новую и усовершенствованную. Ривер говорит, что это его подарок ей.
Одна из исследователей, мисс Эванджелиста, проходит через тайный ход, попадает в тень, и её убивают Вашта Нерада. Доктор замечает, что у другого археолога две тени — это Вашта Нерада. Он велит Дэйву надеть шлем и опустить забрало. Вторая тень Дэйва пропадает, но он перестаёт видеть, в его шлеме становится темно, он начинает повторять «Кто выключил свет?». В секунду Вашта Нерада пожирают его. Их рой заполняет скафандр Дэйва и преследует археологов.
Доктор отправляет Донну в ТАРДИС, но её «сохраняют». Доктор видит статую-справочную с лицом Донны, она говорит, что «Донна Ноубл покинула библиотеку и была сохранена». Оставшиеся археологи с Доктором загнаны в тупик, рой Вашты Нерады в скафандре Дэйва приближается. На этом серия заканчивается.

## В ролях
- Дэвид Теннант — Десятый Доктор
- Кэтрин Тейт — Донна Ноубл
- Алекс Кингстон — Ривер Сонг
- Колин Сэмон — Доктор Мун
- Ив Ньютон — Девочка (Шарлот Эбигейл Лакс)
- Марк Декстер — Отец
- Джошуа Даллас — Марк Чемберс (лицо на справочном пункте)
- Джессика Уильямс — Анита
- Талула Райли — Мисс Эванджелиста
- Гарри Пикок — Настоящий Дэйв
- О-Т Фагбенле[англ.] — Другой Дэйв
- Стив Пембертон — Мистер Лакс

## Производство
Роль Ривер Сонг сначала должна была получить Кейт Уинслет, одной из первых работ которой стала драма «Тёмный сезон», написанная Расселом Ти Дейвисом. В конце концов роль досталась Алекс Кингстон.
Основные сцены снимались в Старой Центральной библиотеке Суонси в Уэльсе.

## Оценки
Серия «Тишина в библиотеке» с продолжением «Лес мертвецов» была номинирована на премию «Хьюго» в номинации «Лучшая драматическая постановка».